# Florian Jenni
Florian Jenni (Lieli, 24 de marzo de 1980) es un jugador de ajedrez de Suiza y Gran Maestro Internacional de ajedrez.
Cuando tenía cinco años de edad, le enseñó a jugar al ajedrez su madre y más tarde su padre. Fue galardonado con el título de Gran Maestro en 2003. En marzo de 2010 su Elo en la lista de la FIDE fue de 2520. Jenni, que estudió economía y toca el piano en su tiempo libre, ganó el Campeonato de Suiza en Silvaplana (2003). Es miembro del equipo nacional suizo de ajedrez.